# Moisés Hurtado
Moisés Hurtado Pérez (* 20. Februar 1981 in Sabadell, Spanien) ist ein spanischer Fußballspieler, der für Olympiakos Piräus spielt.
Hurtado wird sowohl in der Abwehr als auch im Mittelfeld eingesetzt und ist ein Spieler aus dem Nachwuchskader Espanyol Barcelonas, für das er von 1996 bis 2010 spielte.
Zur Saison 2010/11 wechselte Hurtado zum griechischen Erstligisten Olympiakos Piräus. Hurtado unterschrieb einen Dreijahresvertrag und seine Ablösesumme belief sich auf 1,5 Millionen €. Bei Olympiakos trifft er auf seinen Landsmann Ernesto Valverde, der Hurtado auch schon bei Espanyol trainiert hatte.

## Erfolge
- Copa del Rey: 2006
- Copa Catalunya: 2006
- UEFA-Pokal-Finalist 2007